# Solo (rappeur)
Pour les articles homonymes, voir Solo et Dicko.
 (mai 2016).
Si vous disposez d'ouvrages ou d'articles de référence ou si vous connaissez des sites web de qualité traitant du thème abordé ici, merci de compléter l'article en donnant les références utiles à sa vérifiabilité et en les liant à la section « Notes et références ».
Solo, nom de scène de Souleymane Dicko, est un rappeur, producteur, DJ, danseur, mannequin et acteur français, né le 26 août 1966. Il est connu pour avoir été l'un des premiers danseurs Hip-Hop en France et l'un des membres fondateurs du groupe de rap français Assassin.

## Biographie
Solo fait ses débuts dans le hip-hop en 1982 au Trocadéro comme danseur de smurf et de breakdance. En 1983, il rejoint le groupe de danse Paris City Breakers et est juré du concours de danse de l'émission H.I.P. H.O.P. aux côtés de Sidney. Un peu plus tard, il entame une carrière de mannequin, entre autres pour Benetton ou Levi's . Après une rencontre à New-York avec Vincent Cassel, il se lie avec le frère de ce dernier, Rockin' Squat, pour fonder en 1987 le groupe de rap français Assassin. Il quitte le groupe fin 1993, mais remonte parfois sur scène avec Squat, par exemple lors d'un concert à l'Olympia en 2009.
En 1995, il assure la direction artistique et la coordination de La Haine, musiques inspirées du film, qui regroupe les principales figures du rap français de l'époque. Il produit aussi le morceau Popopopop de l'album Paris sous les bombes du groupe NTM, avec lequel il avait déjà collaboré, notamment pour la production du titre C'est clair avec DJ S présent sur le maxi Le Monde de demain et l'album Authentik. En collaboration avec le producteur marseillais Jacojack, il remixe le titre Faut qu'j'travaille de Princesse Erika. L'année suivante, il produit Panne sèche de Polo, présent sur la première compilation Hostile. Il coproduit également, avec Fred Chichin, le morceau Les Consonnes des Rita Mitsouko. En 1998, il interprète le titre Cauchemar sans fin qu'il coproduit avec Jacojack pour le générique de fin du film Assassin(s) de Mathieu Kassovitz. En 2000, il compose avec Uncle O le morceau F.U.A. qui sera intégré à la bande son du film Les Rivières pourpres de Mathieu Kassovitz[réf. nécessaire].
En 2007, il fonde le label Black Frog Entertainment, sur lequel il signe en coproduction avec LaBreak Center l'album 36/15 du groupe d'électro Dark Gonzo, MonomaniaX[réf. nécessaire]. Black Frog Entertainment mettra ses activités en sommeil courant 2013.
Dès 2002, il fonde avec Uncle O la soirée TOXIC (punk, rock, rap, electro, jam), qui animera les nuits parisiennes jusqu'en 2012. La compilation TOXIC (sortie également en coffret triple vinyle) paraît en 2006.TOXIC fêtera ses 10 ans à la Gaîté Lyrique. En tant que DJ, SOLO officie entre autres au Social Club et au Mama Shelter (Paris, Lyon, Bordeaux… 2014-2018), et dans les soirées Back in the Day. On le retrouve en duo avec  DJ Pone et Crazy B de Birdy Nam Nam, Brodinski, Dr. Vince, Boombass de Cassius ou Dee Nasty. De 2011 à 2014, Solo est DJ résident du club parisien Silencio décoré par David Lynch et performe pendant les after des projections du film Smells Like Hip Hop de Mr. Rocket.
En 2016, il intègre le collectif de DJ Les 7 Salopards, avec lequel il anime une édition bimensuelle aux Bains (13 éditions) et se produit dans des événements internationaux comme des fêtes pour la Villa Schweppes de Cannes (Festival de Cannes édition 2018, Calvi on the Rocks…), la soirée d'ouverture du Tournoi de Roland-Garros (pour la marque Lacoste) ou encore l'after party des César en 2019.
En 2022, SOLO devient Directeur artistique et Programmateur du 211, nouveau lieu (resto, bar, club) situé au cœur du parc de la Villette.
En novembre 2024, à la suite de la sortie de son autobiographie qu'il publie chez Massot éditions, il révèle en interview dans une émission de Clique sur Canal+ avoir été victime dans son adolescence du précurseur du hip-hop Afrika Bambaataa, qualifiant celui-ci de « prédateur sexuel ».

## Vie personnelle
Solo est ceinture noire de Jiu-jitsu brésilien et champion du monde en catégorie Master 6, poids moyen, ceinture noire en 2022, 2023 et 2024.

## Discographie

### Albums
- 1998 : Cauchemar sans fin (maxi)
- 2005 : Toxic Bird Cage (en tant que Reanimators Solo & Uncle O)
- 2021 : Trop d'Sangsues (Single/Co-production Black Frog - Triune Productions Limited

### Albums collaboratifs
- 1991 : Note mon nom sur ta liste (Remark Records) (avec Assassin)
- 1992 : Le futur que nous réserve-t-il ? (vol. 1 et vol. 2) (avec Assassin)
- 1993 : Non à cette éducation (Assassin Productions / Delabel) (avec Assassin)

### Bandes originales et compilations
- 1990 : La Formule secrète, extrait de la compilation Rapattitude
- 1993 : La peur du métissage, extrait de la bande originale du film Métisse
- 2002 : Electro Fetich: 3'50 (Solo & Uncle O), extrait de l'album compilation 12" Vinyl "Back To The Beat Vol 6" (Nothing but Soul Records © ®)

### Apparitions
- 1990 : Hip Hop Against Apartheid : Free South Africa
- 1995 : Popopopop !! freestyle (sur l'album de Suprême NTM Paris sous les bombes)
- 1996 : Panne sèche avec Polo et Benech (sur l'album de Polo Panne sèche)
- 1998 : Confonds pas (sur l'album d'Aktivist, Stereotape)
- 2001 : Plus hip-hop que qui ? avec K-Mel (sur l'album de K-Mel Réflexions Vol.1)
- 2001 : Hip-hop Tradition (In Action) feat. Kalash (sur l'album de Dee Nasty, Nastyness)
- 2003 : Flavor Flow avec Disiz La Peste (sur l'album de Disiz, Disizenkane)
- 2009 : DVD Assassin Olympia 2009

## Filmographie
- 1995 : La Haine de Mathieu Kassovitz : Santo
- 2000 : P.J. de Gérard Vergez : Michel (épisode Braquage)
- 2010 : Mon pote de Marc Esposito : Augustin
- 2013 : Simon Killer d'Antonio Campos : René
- 2016 : Demain tout commence de Hugo Gélin : le père de Samuel

## Publication
- Solo, Note mon nom sur ta liste, Paris, Massot éditions, 2024, 345 p. (ISBN 978-2380354508)